# Inringningen av Stralsund
Inringningen av Stralsund utspelade sig från december 1757 till juni 1758 under Pommerska kriget. Preussiska trupper trängde in i Pommern och tvingade de svenska styrkorna att dra sig tillbaka bakom Stralsunds försvarsverk. Istället för att lägga fästningen under belägring, beslöt sig preussarna för att inringa den. Då den svenska örlogsflottan kontrollerade havet kunde inringningen aldrig slutföras. På grund av motgångar på andra fronter drogs de preussiska trupperna slutligen tillbaka i juni 1758.